# برادر راجا (فیلم)
برادر راجا (به هندی: Raja Bhaiya) فیلمی محصول سال ۲۰۰۳ و به کارگردانی رامان کومار است. در این فیلم بازیگرانی همچون گوویندا، آرتی چهابریا ایفای نقش کرده‌اند.